# Gender mainstreaming

Logo del Femminismo

Il concetto di gender mainstreaming concerne le tematiche di genere (maschile e femminile) in relazione alla sfera del potere pubblico, internazionale, europeo e statale. Si valutano le diverse implicazioni per uomini e donne di ogni azione politica prevista, compresa la legislazione e i programmi, in tutti i settori e livelli. Essenzialmente offre un approccio pluralistico che valuta la diversità tra uomini e donne.
Il concetto di mainstreaming di genere fu proposto per la prima volta nel 1985, in occasione della terza Conferenza mondiale sulle donne svoltasi a Nairobi. L'idea è stata sviluppata nella comunità di sviluppo delle Nazioni Unite ed è stata formalmente presentata nel 1995, alla quarta Conferenza mondiale sulle donne di Pechino.
La maggior parte delle definizioni sono conformi al concetto fornito dal Consiglio economico e sociale delle Nazioni Unite e definito formalmente:

## Nel diritto costituzionale e nel diritto europeo
Per le donne, la promessa di emancipazione si è calata nell'evoluzione della giurisprudenza costituzionale: negli Stati Uniti, in Germania ed in Italia, per esempio, si è sviluppato un processo graduale  di considerazione della necessità del riequilibrio tra i generi. Questi processi hanno permesso l'affermazione della dottrina costituzionale della parità tra i sessi, respingendo la possibilità di accordare gli uomini e le donne uno status giuridico diverso di diritti e doveri e di tenere ancora le donne fuori dal mercato del lavoro.
Anche l'Unione europea sostiene la necessità di ispirare le sue politiche in maniera trasversale al conseguimento dell'esigenza di parità tra i generi nelle condizioni di partenza, anche mediante azioni positive: da ultimo, il paragrafo 17 delle linee guida per il Bilancio Ue 2017 ricorda che il gender mainstreaming (parità di genere) deve sostenere le politiche dell'Unione come principio orizzontale, e chiede che la Commissione metta in pratica il principio del gender mainstreaming nella preparazione della bozza di bilancio per il 2017″.